# Делчо Демирев
Делчо Василев Демирев е български журналист и писател, литературен и театрален критик. По-малък брат е на Димитър Демирев.

## Биография
Делчо Василев е роден на 15 февруари 1901 г. в град Хасково. По убеждения е анархист, толстоист.
Завършва с отличие Държавна гимназия „Петко Каравелов“ в родния си град през 1920 г. Учителства в селата Леново (1922 –1924), Сираково (1924 – 1925) и Сърница (1925 – 1929). До 1945 г. е журналист в Хасково.
През август 1944 година е интерниран в Златоград заради поредица от статии, разобличаващи корупцията на местната власт.
През 1946 – 47 година работи за кратко време като библиотекар в Хасковската община.
През ноември 1947 година е арестуван заради анархистичните си убеждения и изпратен в концлагера Куциян. Година по-късно е освободен с личното застъпничество на председателя на СБП Людмил Стоянов и на Елисавета Багряна.
С кратки прекъсвания след това отново е репресиран и съден. Прекарва дълги години в затворите в Хасково, Пазарджик, Шумен, София и на остров Персин. По това време изучава английски, немски, испански и италиански езици. Френски и руски език е научил като гимназист.
Умира на 9 март 1981 година в Хасково, където е погребан.

## Обществена и литературна дейност
Още като ученик в Хасковската гимназия и като учител сътрудничи на редица вестници и списания като „Пурпур“, „К’во да е“, „Хасковска поща“, „Утринна поща“.
През 1929 година става един от редакторите на хасковския ежедневник „Утринна поща“ заедно с Делчо Пандов и Тома Измирлиев. Работи в този вестник до спирането му на 9 септември 1944 година. Междувременно основава и редактира собствени вестници „Идеи“ (1931 – 32) и „Хасковски глас“, които не просъществуват дълго (1934 – 35).
Изнася множество сказки на обществени и културни теми в Хасково.
През 1932 година инициира честването на 25-годишната творческа дейност на проф. д-р Асен Златаров в Хасково и с лично писмо кани юбиляра. След смъртта на Златаров (1936) и след смъртта на близкия си приятел Тома Измирлиев (1935) Д. Василев печата спомени и възторжени оценки за тях.
Поддържа лични контакти и кореспонденция с писателите Антон Страшимиров, Гео Милев, Никола Ракитин, Иван Мешеков, Борис Шивачев, Йордан Ковачев, Георги Жечев, Атанас Смирнов, Жорж Нурижан, Димитър Добрев. Член-основател на Съюза на писателите от провинцията. Активен сътрудник на списания и вестници – „Заря“, „Камбана“, „Нива“, „Мисъл и воля“, „Компас“, „Провинциален журналист“, „Вестник на жената“, „Начало“, „Свободно общество“, „Работническа мисъл“, „Светлоструй“, „Гребец“, „Читалище“ и др.
Освен с името си, подписва своите публикации с различни псевдоними – Бунтовник, Аполон, Д. Космополитов, Сънлайт и SN и пр., като най-популярният сред тях е Игнис Бохема.
След 9 септември 1944 година по лична покана на Председателя на ОК на ОФ в Хасково д-р Павел Тагаров става основател и пръв главен редактор на в. „Народна борба“, но заради свободолюбивия дух, който прокарва във вестника, след деветия му брой е уволнен. Започва да редактира земеделския в. „Клас“, откъдето е уволнен по същата причина.
През периода 1945 – 47 инициира създаването на културно-просветното дружество „Изкуство и печат“ към местното читалище „Заря“, на Клуб на културата и на Комитет за увековечаване на паметта на проф. д-р Асен Златаров в Хасково и активно участва в дейността им.
Участва в редактирането на юбилейни вестници за Асен Златаров (1945, 1946) и за Тома Измирлиев (1947), както и на литературния сборник „Пламък“ (1946).
Публикува критически студии в сборници за Антон Страшимиров (1931), Асен Златаров (1932) и Никола Ракитин (1933), автор е на предговора към второто издание на сборника с разкази „Сребърната река“ (1947) от Борис Шивачев, на предговор към една от книгите на Борис Марзоханов.
Делегат е на Учредителната конференция на новия Съюз на българските писатели през 1945 година.
През ноември 1946 година организира гостуването на писателите Георги Жечев, Елисавета Багряна и Иван Хаджимарчев в Хасково.
След освобождаването си от затворите през 1962 година до края на живота си живее в принудена самота и изолация в родния си град като поддържа писмени контакти с редица видни български учени и писатели. Оставя богат архив от писмата, които е получавал, ръкописи на свои пиеси, романи, пътеписи и стихове, както и две непубликувани монографии за Георги Шейтанов и за Михаил Бакунин.
През 1968 година получава специална покана да участва в Международния конгрес на анархистите в град Карара (Италия). Няма възможност да се отзове на поканата, но изпраща писмено приветствие до конгреса, което е прочетено и акламирано от всички делегати.